# Wood County (Wisconsin)
Das Wood County ist ein County im US-amerikanischen Bundesstaat Wisconsin. Im Jahr 2020 hatte das County 74.207 Einwohner und eine Bevölkerungsdichte von 36,1 Einwohnern pro Quadratkilometer. Der Verwaltungssitz (County Seat) ist Wisconsin Rapids.

## Geografie
Das County liegt etwa auf dem geografischen Zentrum von Wisconsin und hat eine Fläche von 2096 Quadratkilometern, wovon 43 Quadratkilometer Wasserfläche sind.
Der Südosten des Countys wird vom Wisconsin River durchflossen, einem linken Nebenfluss des Mississippi.
An das Wood County grenzen folgende Nachbarcountys:
| Clark County   | Marathon County |                |
|                |                 | Portage County |
| Jackson County | Juneau County   | Adams County   |

## Geschichte
Das Wood County wurde 1856 aus Teilen des Portage County gebildet. Benannt wurde es nach Joseph Wood, einem US-amerikanischen Richter und Politiker.

## Bevölkerung
Nach der Volkszählung im Jahr 2010 lebten im Wood County 74.749 Menschen in 32.012 Haushalten. Die Bevölkerungsdichte betrug 36,4 Einwohner pro Quadratkilometer. In den 32.012 Haushalten lebten statistisch je 2,3 Personen.
Ethnisch betrachtet setzte sich die Bevölkerung zusammen aus 95,6 Prozent Weißen, 0,7 Prozent Afroamerikanern, 0,9 Prozent amerikanischen Ureinwohnern, 1,9 Prozent Asiaten sowie aus anderen ethnischen Gruppen; 0,9 Prozent stammten von zwei oder mehr Ethnien ab. Unabhängig von der ethnischen Zugehörigkeit waren 2,4 Prozent der Bevölkerung spanischer oder lateinamerikanischer Abstammung.
22,2 Prozent der Bevölkerung waren unter 18 Jahre alt, 60,1 Prozent waren zwischen 18 und 64 und 17,7 Prozent waren 65 Jahre oder älter. 50,7 Prozent der Bevölkerung war weiblich.

Das jährliche Durchschnittseinkommen eines Haushalts lag bei 46.999 USD. Das Pro-Kopf-Einkommen betrug 25.779 USD. 10,1 Prozent der Einwohner lebten unterhalb der Armutsgrenze.

## Ortschaften im Wood County
Citys
- Marshfield1
- Nekoosa
- Pittsville
- Wisconsin Rapids

Villages
| - Arpin - Auburndale - Biron - Hewitt | - Milladore2 - Port Edwards - Rudolph - Vesper |

Census-designated places
- Babcock
- Lake Wazeecha

Andere Unincorporated Communities
| - Bakerville - Bethel - Blenker - Cranmoor | - Dexterville - Eight Corners - Kellner2 - Lindsey | - Nasonville - Sherry - Veedum - Walker |

1 – teilweise im Marathon County

2 – teilweise im Portage County

## Gliederung
Das Wood County ist neben den vier Citys und acht Villages in 22 Towns eingeteilt:
| Town                 | Einw. (2010) | FIPS     |
| -------------------- | ------------ | -------- |
| Town of Arpin        | 929          | 55-03050 |
| Town of Auburndale   | 860          | 55-03800 |
| Town of Cameron      | 511          | 55-12275 |
| Town of Cary         | 424          | 55-12775 |
| Town of Cranmoor     | 168          | 55-17525 |
| Town of Dexter       | 359          | 55-20075 |
| Town of Grand Rapids | 7646         | 55-30125 |
| Town of Hansen       | 690          | 55-32575 |

| Town                 | Einw. (2010) | FIPS     |
| -------------------- | ------------ | -------- |
| Town of Hiles        | 167          | 55-34675 |
| Town of Lincoln      | 1564         | 55-44550 |
| Town of Marshfield   | 764          | 55-49700 |
| Town of Milladore    | 690          | 55-51900 |
| Town of Port Edwards | 1427         | 55-64200 |
| Town of Remington    | 268          | 55-67000 |
| Town of Richfield    | 1628         | 55-67500 |
| Town of Rock         | 855          | 55-68625 |

| Town             | Einw. (2010) | FIPS     |
| ---------------- | ------------ | -------- |
| Town of Rudolph  | 1028         | 55-70025 |
| Town of Saratoga | 5142         | 55-71600 |
| Town of Seneca   | 1120         | 55-72575 |
| Town of Sherry   | 803          | 55-73475 |
| Town of Sigel    | 1051         | 55-73900 |
| Town of Wood     | 796          | 55-88575 |